# 松浦鎮次郎

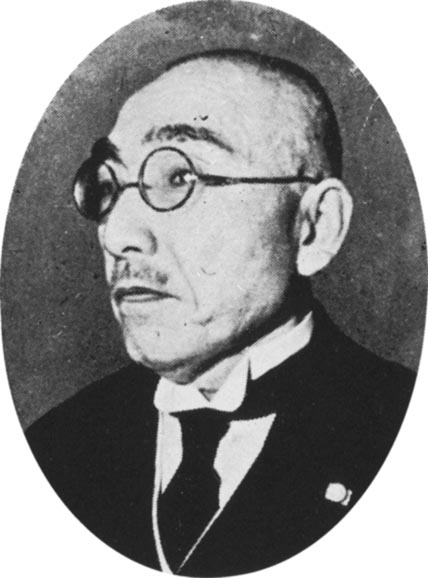
松浦鎮次郎

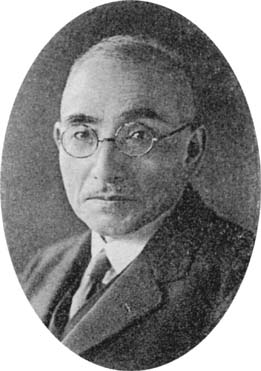
松浦鎮次郎

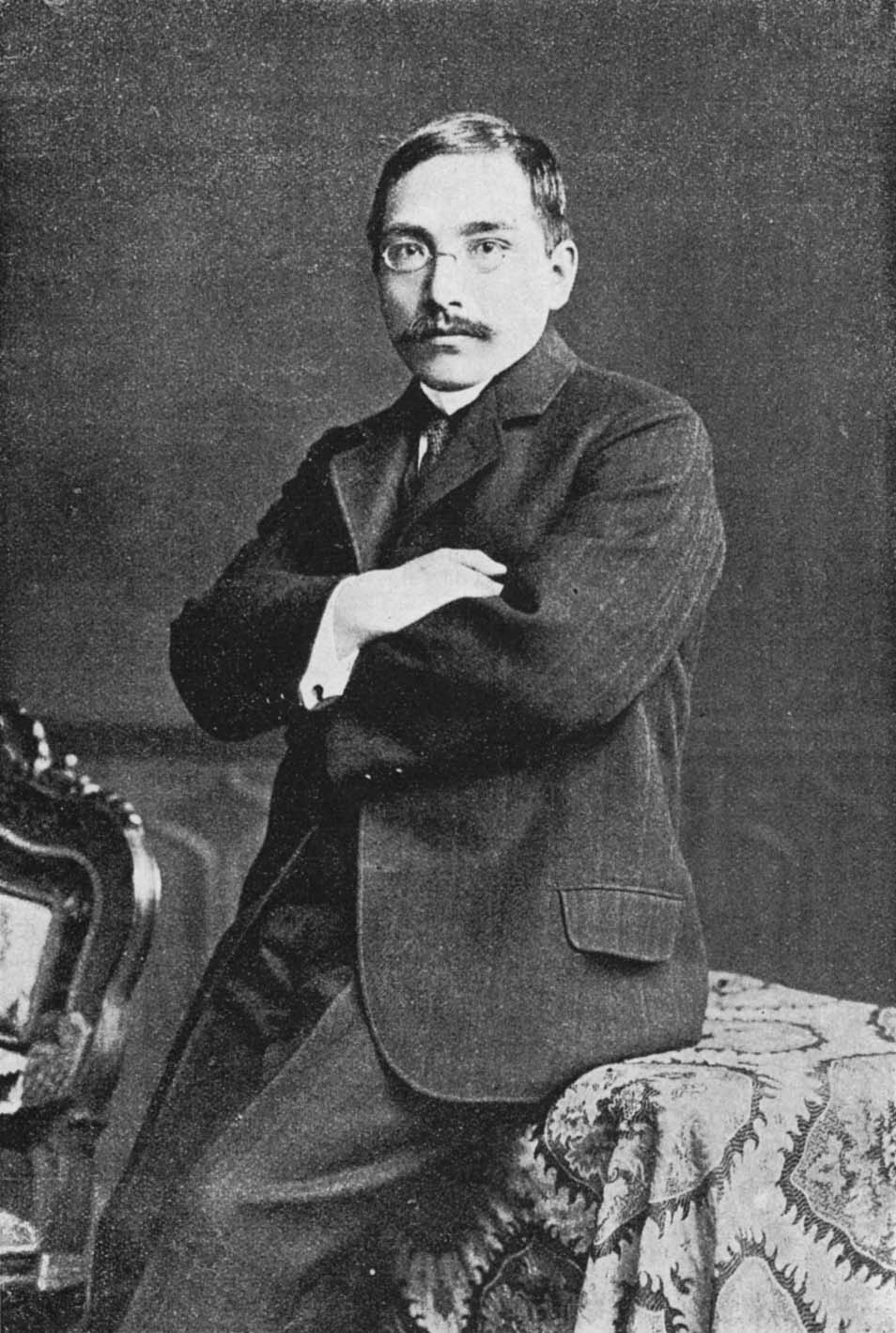
松浦鎮次郎

松浦 鎮次郎（まつうら しげじろう、旧字体：松󠄁浦 鎭次󠄁郞、明治5年1月10日（1872年2月18日） - 1945年9月28日）は、日本の文部官僚、教育者、政治家。九州帝国大学総長。

## 経歴
愛媛県宇和島市出身。庄屋・松浦素の二男として生まれる。第一高等学校政治科を首席で卒業し、1898年（明治31年）7月、東京帝国大学法科大学政治学科を卒業後、内務省に入り内務属として県治局に配属された。同年12月、高等文官試験に合格。東京府参事官を務め、1902年（明治35年）2月、文部省に移籍して参事官に就任。以後、兼文部大臣秘書官・総務局人事課長、大臣官房秘書課長、文部大臣秘書官兼文部省参事官などを歴任。1906年（明治39年）2月に休職し、米独に留学した。1907年（明治40年）8月に復職し、以後、大臣官房会計課長、文部書記官、文部省専門学務局長などを務め、1924年（大正13年）1月、文部次官に就任した。
1927年（昭和2年）4月、依願退職し、同年7月、京城帝国大学総長に就任。1929年（昭和4年）10月から1936年（昭和11年）7月まで九州帝国大学総長を務めた。1930年（昭和5年）12月23日、貴族院勅選議員に任じられ1938年（昭和13年）2月10日まで在任。1936年（昭和11年）11月、九州帝国大学名誉教授となる。1938年2月、枢密顧問官に就任。1940年（昭和15年）1月、米内内閣の文部大臣に就任。同年7月、同内閣が総辞職をすると、再び枢密顧問官に選任され在職中に死去した。

## 栄典
位階
- 1900年（明治33年）7月10日 - 従七位[3][4]
- 1902年（明治35年）5月20日 - 正七位[3][5]
- 1904年（明治37年）5月30日 - 従六位[3][6]
- 1908年（明治41年）3月30日 - 正六位[3][7]
- 1909年（明治42年）12月27日 - 従五位[3][8]
- 1911年（明治44年）12月11日 - 正五位[3][9]
- 1917年（大正6年）1月10日 - 従四位[3][10]
- 1922年（大正11年）1月30日 - 正四位[3][11]
- 1927年（昭和2年）
  - 2月15日 - 従三位[3][12]
  - 5月16日 - 正三位[3][13]
- 1934年（昭和9年）8月1日 - 従二位[3]
- 1943年（昭和18年）3月15日 - 正二位[3][14]

勲章等
- 1903年（明治36年）5月21日 - 銀杯一個[3][15]
- 1912年（明治45年）6月18日 - 勲四等瑞宝章[3]
- 1915年（大正4年）11月7日 - 旭日小綬章[3]
  - 11月10日 - 大礼記念章（大正）[3]
- 1917年（大正6年）5月25日 - 勲三等瑞宝章[3]
- 1919年（大正8年）5月24日 - 旭日中綬章[3][16]
- 1924年（大正13年）5月31日 - 勲二等瑞宝章[3][17]
- 1931年（昭和6年）5月1日 - 帝都復興記念章[3][18]
- 1932年（昭和7年）9月9日 - 勲一等瑞宝章[3]
- 1934年（昭和9年）4月29日 - 金杯一個[3]
- 1940年（昭和15年）
  - 2月16日 - 勲一等旭日大綬章[3]
  - 8月15日 - 紀元二千六百年祝典記念章[3]
- 1942年（昭和17年）5月5日 - 木杯一組台付[3]
- 1945年（昭和20年）9月28日 - 銀杯一組[3][19]

外国勲章佩用允許
- 1915年（大正4年）11月9日 - 支那共和国：二等嘉禾章[3][20]
- 1927年（昭和2年）4月19日 - ローマ法王庁：千九百二十五年聖年祭記念布教博覧会功労章[21]
- 1934年（昭和9年）3月1日 - 満洲帝国：大満洲国建国功労章[3]
- 1942年（昭和17年）3月
  - 満洲帝国：勲一位景雲章[3]
  - 満洲帝国：建国神廟創建記念章[3]

## 著作
著書
- 『中等教育 経済要義』 育成会、1901年
- 『市町村制』 法政大学、1908年9月 ／ 信山社出版〈日本立法資料全集〉、2023年5月、ISBN 9784797277517
- 『教育行政法』 東京出版社、1912年7月 ／ 芳文閣、1992年1月

編書
- 『岡田良平先生小伝』 1935年4月
- 『明治以降 教育制度発達史』 教育史編纂会編修、竜吟社、1938年5月-1939年9月（全12巻）／ 教育資料調査会、1964年10-1965年2月（全14巻） ／ 芳文閣、1984年5月（全14巻）

## 関連文献
- 『東京学芸大学所蔵松浦文庫目録』 東京学芸大学附属図書館、1965年。
- 米田俊彦 「教育審議会と松浦鎮次郎 : 教育行政研究（審議会研究）の方法と射程」（『人間発達研究 』第21号、お茶の水女子大学人間発達研究会、1998年7月、NAID 40004133968）

| 公職               | 公職 | 公職                                        |
| ------------------ | --- | ------------------------------------------- |
| 先代 河原田稼吉    | 航空評議会会長 科学振興調査会会長 1940年                                                                          | 次代 橋田邦彦                               |
| 先代 河原田稼吉    | 国民精神総動員委員会委員長 1940年                                                                                 | 次代 （廃止）                               |
| 先代 局長 李軫鎬   | 朝鮮総督府学務局長事務取扱 1929年                                                                                 | 次代 局長 武部欽一                          |
| 先代 赤司鷹一郎    | 文部次官 教員検定委員会会長 医師試験委員長 歯科医師試験委員長 薬剤師試験委員長 学校衛生調査会会長 1924年 - 1927年 | 次代 粟屋謙                                 |
| 先代 （新設）      | 震災予防評議会会長 1925年 - 1927年                                                                                | 次代 粟屋謙                                 |
| 先代 柴田駒三郎    | 維新史料編纂事務局長 1924年 - 1927年                                                                              | 次代 粟屋謙                                 |
| その他の役職       | |                                             |
| 先代 粟屋謙 理事長 | 大日本職業指導協会会長 1938年 - 1945年                                                                            | 次代 （欠員→）河原春作 日本職業指導協会会長 |
| 先代 河原田稼吉    | 実業教育振興中央会会長 1940年                                                                                     | 次代 橋田邦彦                               |
| 先代 桜井錠二      | 財団法人東京女学館長 1939年 - 1940年                                                                              | 次代 沢田源一                               |